# Chức vụ Công an nhân dân Việt Nam
Chức vụ trong Công an nhân dân Việt Nam là cơ sở để xác định biên chế, quy hoạch, bố trí, sắp xếp, bổ nhiệm, đào tạo, bồi dưỡng cho sĩ quan, hạ sĩ quan, chiến sĩ; thực hiện chế độ chính sách góp phần xây dựng nề nếp chính quy, nâng cao chất lượng công tác và sức mạnh chiến đấu của Công an.
- Tên gọi: Xác định ngắn, gọn, phù hợp với chức năng nhiệm vụ và vị trí của chức vụ trong Công an
- Diện bố trí: Sĩ quan, Hạ sĩ quan, Chiến sĩ.

## Chức vụ Sĩ quan
Theo Luật Công an nhân dân số 37/2018/QH14 do Chủ tịch Quốc hội ký thông qua ngày 20 tháng 11 năm 2018 và có hiệu lực thi hành từ ngày 01 tháng 7 năm 2019
Theo Luật sửa đổi, bổ sung một số điều của Luật Công an nhân dân do Chủ tịch Quốc hội thông qua ngày 22 tháng 06 năm 2023 và có hiệu lực thi hành từ ngày 15 tháng 8 năm 2023
| Nhóm Chức vụ | Trần Quân hàm Cao nhất      | Chức vụ |
| ------------ | --------------------------- | --- |
| 1            | Đại tướng(không quá 1)      | - Bộ trưởng Bộ Công an Việt Nam |
| 2            | Thượng tướng(không quá 7)   | - Thứ trưởng Bộ Công an Việt Nam - Chủ nhiệm Ủy ban Quốc phòng và An ninh của Quốc hội (tùy từng trường hợp) |
| 3            | Trung tướng (không quá 35)  | - Tư lệnh Bộ Tư lệnh Cảnh vệ - Tư lệnh Bộ Tư lệnh Cảnh sát Cơ động - Chánh Thanh tra Bộ Công an - Chánh Văn phòng Bộ Công an - Chánh Văn phòng Cơ quan Cảnh sát điều tra - Cục trưởng Cục Công tác Đảng và công tác Chính trị - Cục trưởng Cục Đối ngoại - Cục trưởng Cục Pháp chế và cải cách hành chính tư pháp - Cục trưởng Cục Kế hoạch và tài chính - Cục trưởng Cục Tổ chức Cán bộ - Cục trưởng Cục Đào tạo - Cục trưởng Cục Xây dựng phong trào toàn dân bảo vệ An ninh Tổ quốc - Cục trưởng Cục Khoa học chiến lược và lịch sử - Cục trưởng Cục An ninh điều tra - Cục trưởng Cục An ninh nội địa - Cục trưởng Cục An ninh đối ngoại - Cục trưởng Cục An ninh kinh tế - Cục trưởng Cục Cảnh sát hình sự - Cục trưởng Cục Cảnh sát giao thông - Cục trưởng Cục Cảnh sát truy nã tội phạm - Cục trưởng Cục Cảnh sát phòng cháy chữa cháy và cứu nạn cứu hộ - Cục trưởng Cục Cảnh sát quản lý trại giam, cơ sở giáo dục, trường giáo dưỡng - Cục trưởng Cục Cảnh sát quản lý tạm giữ, tạm giam và thi hành án hình sự - Cục trưởng Cục Cảnh sát điều tra tội phạm về tham nhũng, kinh tế, buôn lậu - Cục trưởng Cục Cảnh sát điều tra tội phạm về trật tự xã hội - Cục trưởng Cục Cảnh sát điều tra tội phạm về ma túy - Cục trưởng Cục Quản lý xuất nhập cảnh - Giám đốc Học viện Chính trị Công an nhân dân - Giám đốc Học viện An ninh nhân dân - Giám đốc Học viện Cảnh sát nhân dân - Giám đốc Công an thành phố Hà Nội - Giám đốc Công an Thành phố Hồ Chí Minh - Phó Chủ nhiệm thường trực Ủy ban Kiểm tra Đảng ủy Công an Trung ương - Phó Chủ nhiệm Ủy ban Quốc phòng và An ninh của Quốc hội - Sĩ quan biệt phái được bổ nhiệm chức vụ Thứ trưởng hoặc tương đương |
| 4            | Thiếu tướng (không quá 157) | - Phó Tư lệnh Bộ Tư lệnh Cảnh vệ (4) - Phó Tư lệnh Bộ Tư lệnh Cảnh sát Cơ động (4) - Phó Chánh Thanh tra Bộ Công an (3) - Phó Chánh Văn phòng Bộ Công an (3) - Phó Chánh Văn phòng Cơ quan Cảnh sát điều tra (3) - Phó Cục trưởng Cục Đối ngoại (3) - Phó Cục trưởng Cục Pháp chế và cải cách hành chính tư pháp (3) - Phó Cục trưởng Cục Kế hoạch và tài chính (4) - Phó Cục trưởng Cục Tổ chức Cán bộ (3) - Phó Cục trưởng Cục Đào tạo (3) - Phó Cục trưởng Cục Xây dựng phong trào toàn dân bảo vệ An ninh Tổ quốc (3) - Phó Cục trưởng Cục Khoa học chiến lược và lịch sử (3) - Phó Cục trưởng Cục An ninh điều tra (4) - Phó Cục trưởng Cục An ninh nội địa (4) - Phó Cục trưởng Cục An ninh đối ngoại (4) - Phó Cục trưởng Cục An ninh kinh tế (4) - Phó Cục trưởng Cục Cảnh sát hình sự (4) - Phó Cục trưởng Cục Cảnh sát giao thông (4) - Phó Cục trưởng Cục Cảnh sát truy nã tội phạm (4) - Phó Cục trưởng Cục Cảnh sát phòng cháy chữa cháy và cứu nạn cứu hộ (3) - Phó Cục trưởng Cục Cảnh sát quản lý trại giam, cơ sở giáo dục, trường giáo dưỡng (4) - Phó Cục trưởng Cục Cảnh sát quản lý tạm giữ, tạm giam và thi hành án hình sự (4) - Phó Cục trưởng Cục Cảnh sát điều tra tội phạm về tham nhũng, kinh tế, buôn lậu (4) - Phó Cục trưởng Cục Cảnh sát điều tra tội phạm về trật tự xã hội (4) - Phó Cục trưởng Cục Cảnh sát điều tra tội phạm về ma túy (4) - Phó Cục trưởng Cục Quản lý xuất nhập cảnh (4) - Phó Giám đốc Học viện Chính trị Công an nhân dân (3) - Phó Giám đốc Học viện An ninh nhân dân (3) - Phó Giám đốc Học viện Cảnh sát nhân dân (3) - Phó Giám đốc Công an thành phố Hà Nội (3) - Phó Giám đốc Công an Thành phố Hồ Chí Minh (3) - Phó Chủ nhiệm Ủy ban Kiểm tra Đảng ủy Công an Trung ương (3) - Ủy viên thường trực Ủy ban Quốc phòng và An ninh của Quốc hội - Trợ lý Bộ trưởng Bộ Công an - Cục trưởng Các Cục còn lại trực thuộc Bộ - Giám đốc Công an tỉnh, thành phố trực thuộc trung ương ở địa phương được phân loại đơn vị hành chính cấp tỉnh loại I và là địa bàn trọng điểm, phức tạp về an ninh, trật tự, diện tích rộng, dân số đông (không quá 11): Công an thành phố Hải Phòng, Công an thành phố Đà Nẵng, Công an thành phố Cần Thơ và Giám đốc Công an của 8 tỉnh: Sơn La, Quảng Ninh, Thanh Hoá, Nghệ An, Quảng Nam, Gia Lai, Đắk Lắk, Đồng Nai - Viện trưởng Viện Khoa học hình sự - Viện trưởng Viện Khoa học và công nghệ - Hiệu trưởngː Trường Đại học An ninh nhân dân, Trường Đại học Cảnh sát nhân dân, Trường Đại học Phòng cháy chữa cháy, Trường Đại học Hậu cần Kỹ thuật Công an nhân dân - Sĩ quan biệt phái được bổ nhiệm chức vụ Tổng cục trưởng hoặc tương đương |
| 5            | Đại tá(không giới hạn)      | - Giám đốc Công an tỉnh, thành phố trực thuộc trung ương ở địa phương được phân loại đơn vị hành chính cấp tỉnh loại II, III. - Giám đốcː Bệnh viện 19-8, Bệnh viện 199, Bệnh viện 30-4, Bệnh viện Y học cổ truyền - Hiệu trưởng các Trường Cao đẳng, Trung cấp Công an - Phó Cục trưởng các Cục còn lại trực thuộc Bộ - Phó Giám đốc Công an tỉnh, thành phố trực thuộc trung ương - Phó Giám đốcː Bệnh viện 19-8, Bệnh viện 199, Bệnh viện 30-4, Bệnh viện Y học cổ truyền - Phó Viện trưởng Viện Khoa học hình sự - Phó Viện trưởng Viện Khoa học và công nghệ - Phó Hiệu trưởngː Trường Đại học An ninh nhân dân, Trường Đại học Cảnh sát nhân dân, Trường Đại học Phòng cháy chữa cháy, Trường Đại học Hậu cần Kỹ thuật Công an nhân dân - Trưởng phòng và tương đương ở đơn vị thuộc cơ quan Bộ có chức năng, nhiệm vụ trực tiếp chiến đấu, tham mưu, nghiên cứu, hướng dẫn chuyên môn, nghiệp vụ toàn lực lượng; Trưởng phòng tham mưu, nghiệp vụ, Trưởng Công an quận, thành phố thuộc Công an thành phố Hà Nội, Công an Thành phố Hồ Chí Minh - Các chức vụ tương đương khác |
| 6            | Thượng tá                   | - Trung đoàn trưởng - Trưởng phòng thuộc Công an Tỉnh, Thành phố trực thuộc Trung ương - Trưởng Công an quận, huyện, thị xã, thành phố thuộc tỉnh/thành phố trực thuộc Trung ương - Các chức vụ tương đương khác |
| 7            | Trung tá                    | - Phó Trung đoàn trưởng - Tiểu đoàn trưởng - Đội trưởng - Trưởng Công an xã, phường, thị trấn; Trưởng đồn Công an - Các chức vụ tương đương khác |
| 8            | Thiếu tá                    | - Phó Tiểu đoàn trưởng - Đại đội trưởng - Trưởng trạm Công an - Các chức vụ tương đương khác |
| 9            | Đại uý                      | - Phó Đại đội trưởng - Trung đội trưởng - Các chức vụ tương đương khác |
| 10           | Thượng úy                   | - Phó Trung đội trưởng - Tiểu đội trưởng - Các chức vụ tương đương khác |
| 11           | Trung úy                    | - Phó Tiểu đội trưởng - Các chức vụ tương đương khác |
| 12           | Thiếu úy                    | - Không có thông tin |

## Hạ sĩ quan
| Nhóm Chức vụ | Trần Quân hàm Cao nhất | Chức vụ              |
| ------------ | ---------------------- | -------------------- |
| 1            | Thượng sĩ              | - Không có thông tin |
| 2            | Trung sĩ               | - Không có thông tin |
| 3            | Hạ sĩ                  | - Không có thông tin |

## Chiến sĩ
| Nhóm Chức vụ | Trần Quân hàm Cao nhất | Chức vụ                       |
| ------------ | ---------------------- | ----------------------------- |
| 1            | Chiến sĩ bậc 1         | - Canh gác khu vực quan trọng |
| 2            | Chiến sĩ bậc 2         | - Canh gác khu vực quan trọng |